# Tuyến 3 (Đường sắt đô thị Hà Nội)
Tuyến 3: Trôi – Nhổn – Ga Hà Nội – Hoàng Mai là tuyến đường sắt đô thị đang được xây dựng và là một phần của hệ thống mạng lưới Đường sắt đô thị Hà Nội. Tuyến được chia làm 3 giai đoạn thi công:
- Giai đoạn 1: Nhổn – Ga Hà Nội. Bắt đầu từ ga Nhổn ở quận Bắc Từ Liêm và kết thúc ở ga Hà Nội ở quận Hoàn Kiếm, đi qua 8 ga trên cao và 4 ga ngầm với tổng chiều dài là 12,5 km, trong đó đoạn trên cao (Nhổn–Cầu Giấy) dài 8,5 km và đoạn đi ngầm (Cầu Giấy –Ga Hà Nội) dài 4 km, depot đặt tại Nhổn.[6]
- Giai đoạn 2: Ga Hà Nội – Hoàng Mai. Đi ngầm hoàn toàn với tổng chiều dài 8,786 km, với đoạn đi ngầm là 8,13 km, đoạn hầm hở dẫn dài 0,57 km và đoạn đi trên mặt đất dài 0,086 km. Đoạn tuyến có 7 ga ngầm với 2 ống hầm kép chạy song song theo đường Trần Hưng Đạo – Trần Thánh Tông – Kim Ngưu – Tam Trinh. Chi phí thực hiện dự án khoảng 40.577 tỷ đồng (tương đương 1,8 tỷ USD). Dự kiến đi vào hoạt động trước năm 2030 theo mục tiêu hoàn thiện mạng lưới metro của UBND TP Hà Nội.[7]
- Giai đoạn 3: Nhổn – Sơn Tây. Dài 36 km cầu cạn gồm 14 nhà ga trên cao, ước tính chi phí đầu tư thi công khoảng 73.300 tỷ đồng (tương đương khoảng 2,88 tỷ USD). Dự kiến vận hành năm 2035.

Đây là tuyến đường sắt đô thị thứ hai được đưa vào hoạt động tại Hà Nội sau Tuyến 2A (Tuyến Cát Linh).
Tuyến đường sắt được đầu tư xây dựng bởi Ban Quản lý Đường sắt đô thị Hà Nội và được công ty SYSTRA của Pháp tư vấn thiết kế, bắt đầu khởi công xây dựng từ năm 2010. Dự kiến trong giai đoạn 1, đoạn trên cao sẽ được khai thác thương mại vào tháng 12 năm 2022, còn đoạn ngầm không thông tin thời gian hoàn thành. Ngày 19 tháng 5 năm 2022, Ban Quản lý đường sắt đô thị Hà Nội có văn bản đề xuất UBND TP.Hà Nội lùi thời gian thực hiện dự án hoàn thành năm 2022 sang hoàn thành năm 2029, cụ thể vận hành thương mại đoạn trên cao trong năm 2022, vận hành toàn tuyến vào năm 2027 (thay vì cuối năm 2023 như tiến độ điều chỉnh cuối năm 2021); hoàn thành bảo hành và quyết toán năm 2029, đồng thời kiến nghị tăng tổng mức đầu tư thêm khoảng 202 triệu Euro.
Vào ngày 8 tháng 8 năm 2024, đoạn trên cao (từ Nhổn đến Cầu Giấy) của tuyến đường sắt chính thức đưa vào khai thác thương mại.
Với việc chậm tiến độ và liên tục lỡ hẹn ngày hoàn thành dự án đường sắt Nhổn – ga Hà Nội, tính đến tháng 9 năm 2022, tổng mức đầu tư dự án lên 34.532 tỷ đồng.

## Vốn
Dự án vay vốn ODA của Ngân hàng Phát triển châu Á (ADB), Cơ quan Phát triển Pháp (AFD), Ngân hàng đầu tư châu Âu (EIB) và Chính phủ Pháp (DGT). Tổng số vốn đầu tư ước tính lên tới 1,2 tỷ USD. Sau đó, công trình tiếp tục đội vốn thêm gần 602 triệu Euro.

## Tổng quan thiết kế
Trong giai đoạn 1, điểm đầu của Tuyến bắt đầu tại Nhổn, chạy dọc Quốc lộ 32, qua Cầu Diễn, theo đường Hồ Tùng Mậu, vượt trên qua đường Vành đai 3, Xuân Thủy, Cầu Giấy, vượt trên đường vành đai 2 đến trước công viên Thủ Lệ rẽ theo đường Kim Mã đến vị trí phó Nguyễn Văn Ngọc, tại điểm này, tuyến bắt đầu hạ ngầm, chạy theo đường Kim Mã, qua Cát Linh, Quốc Tử Giám, xuyên ngầm dưới ga Hà Nội và kết thúc tại đường Trần Hưng Đạo trước cửa Ga Hà Nội. Tuyến đi qua tổng cộng 12 ga, trong đó gồm 8 ga trên cao và 4 ga ngầm. Depot giai đoạn 1 đặt tại Nhổn, có diện tích khoảng 15 ha (tại các phường Minh Khai & Tây Tựu, quận Bắc Từ Liêm). 
Tuyến metro số 3 được thiết kế phù hợp để kết nối với các phương tiện vận tải hành khách công cộng (đường sắt quốc gia, xe buýt, buýt nhanh BRT, taxi) và các tuyến metro khác trong tương lai:

## Đầu máy toa xe

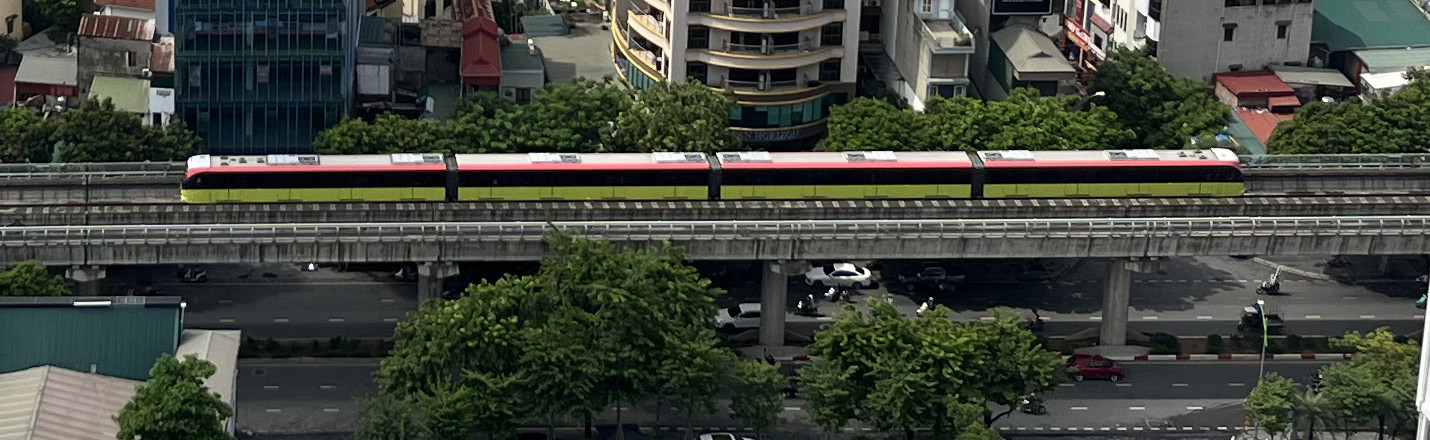
Một đoàn tàu gồm 4 toa, với màu sắc đặc trưng, của tuyến 3, đường sắt đô thị Hà Nội

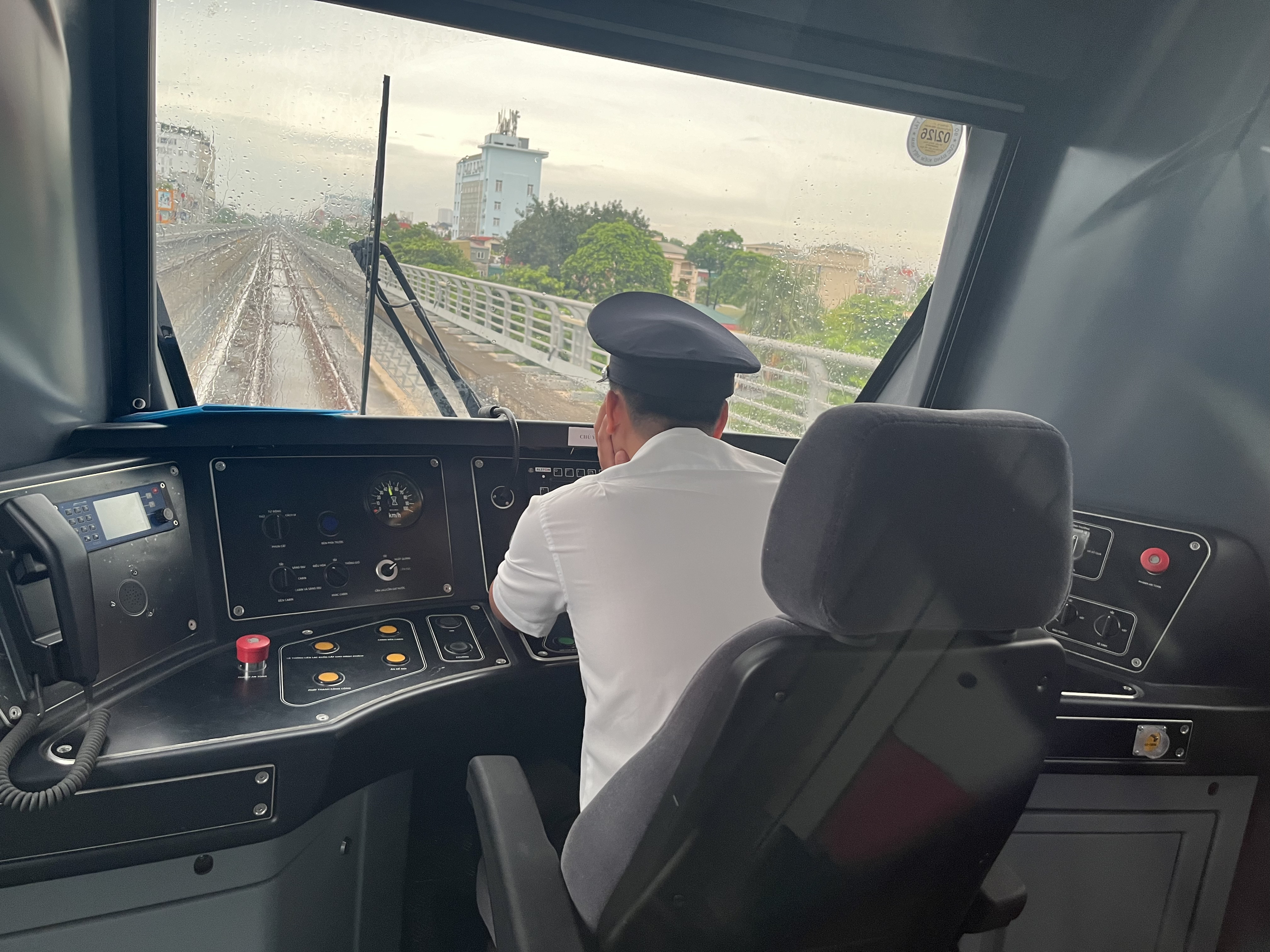
Buồng lái toa tàu tuyến 3 đường sắt đô thị Hà Nội

Tuyến 3 giai đoạn 1 sử dụng 10 đoàn tàu điện 4 toa mẫu Alstom Metropolis. Mỗi đoàn tàu có khả năng chở từ 944–1124 hành khách với mật độ 6,6–8 người/m², vận hành ở tốc độ thương mại trung bình khoảng 35 km/h và tốc độ thiết kế tối đa đạt 80 km/h. 

## Nhà ga

### Đoạn trên cao

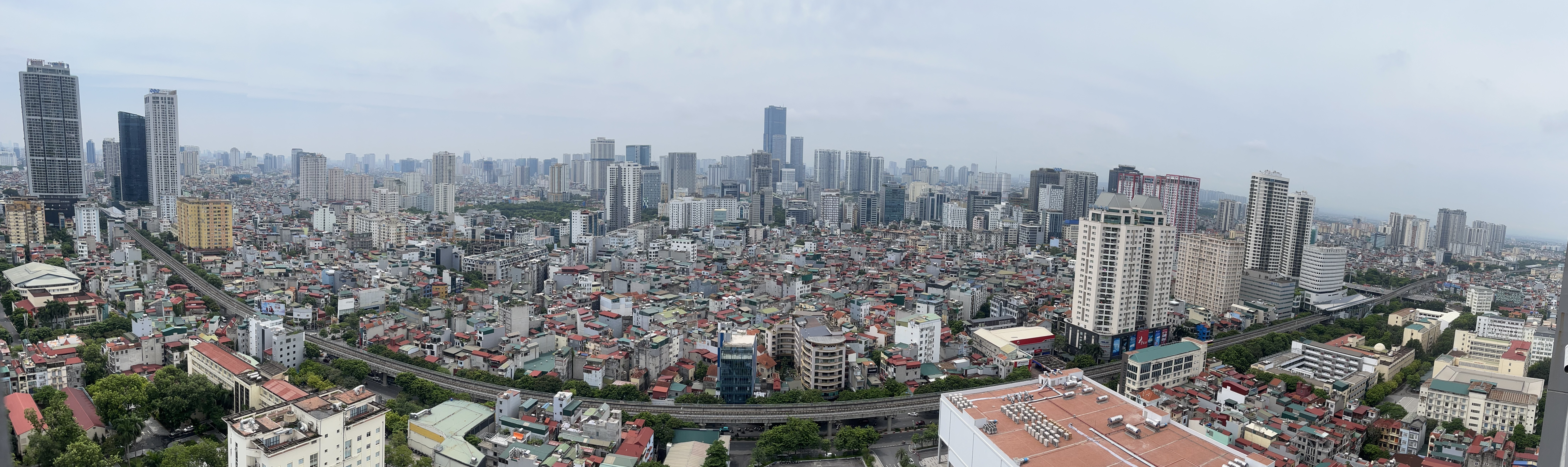
Tuyến 3, đường sắt đô thị Hà Nội, đoạn trên cao đi qua đường Xuân Thủy, nhìn từ phía trên. Có thể thấy 3 ga, từ trái qua phải: Chùa Hà, Đại học Quốc gia, Lê Đức Thọ

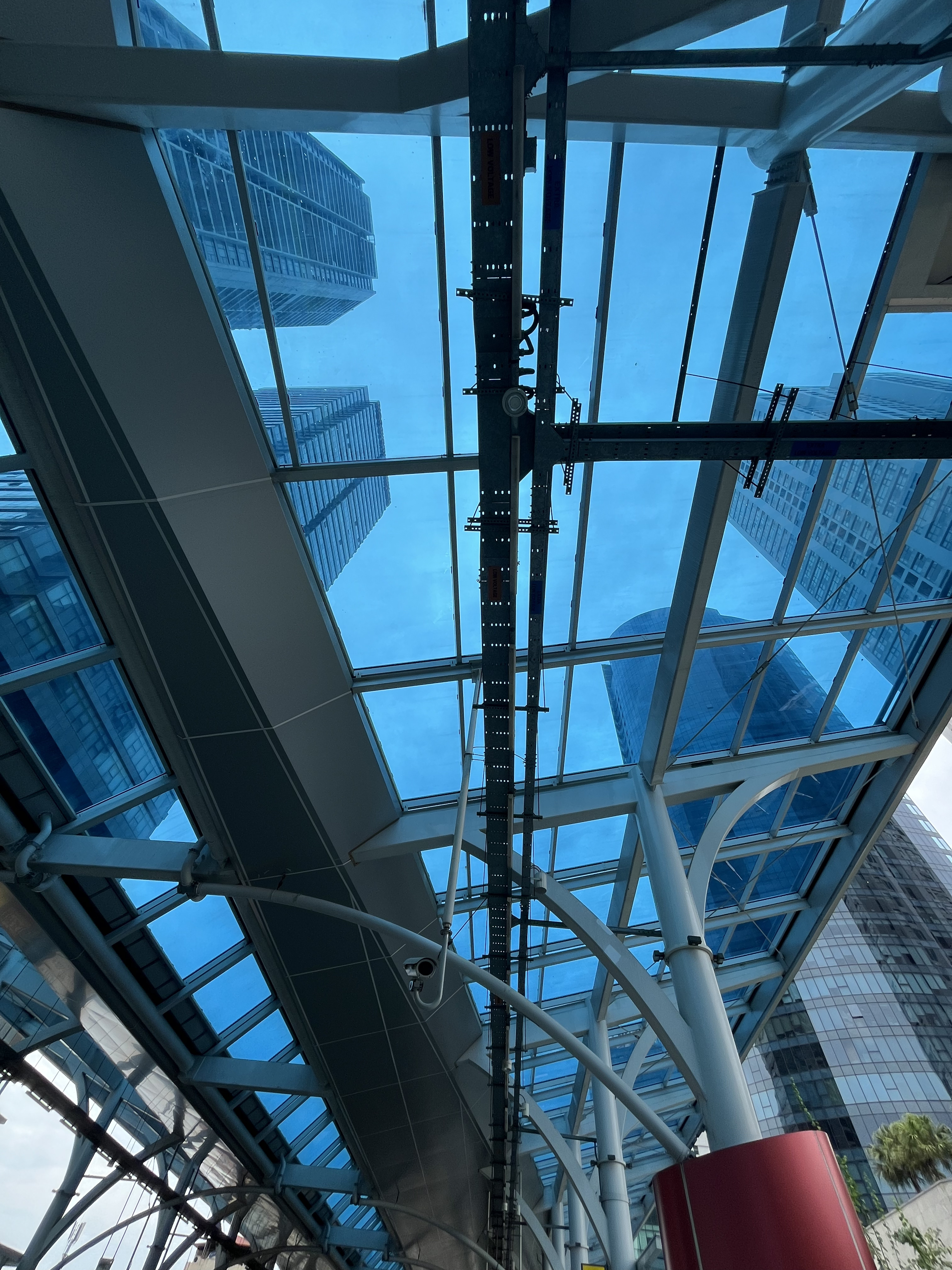
Các tấm kính lợp trên mái nhà ga đoạn trên cao

Tổng chiều dài đoạn trên cao đoạn tuyến 3.1 (Nhổn – ga Hà Nội) là 8,5 km với 8 ga trên cao. Các ga trên cao cùng cầu cạn được nâng đỡ bằng hơn 400 các trụ hình chữ T thon gọn và 572 phiến dầm chữ U được đúc bằng bê tông cốt thép vững chắc dự ứng lực nằm trên dải phần cách của đường bộ có chiều dài 25 m, rộng 5,5 m, cao gần 2 m và trọng lượng tổng thể lên tới 157 tấn. Một nhịp cầu có thể nâng được 2 dầm. Lợi ích của các dầm này là khả năng chống chịu tốt, tuổi thọ cao, chống ồn hay trật bánh tàu và chiều cao thấp nhằm giữ mỹ quan cho đô thị.
Các ga có thiết kế điển hình tương tự nhau gồm 3 tầng: Tầng mặt đất, tầng trung chuyển và tầng ke ga. Các nhà ga trên cao có chiều cao khoảng 22,5 m; chiều rộng khoảng 24 m, chiều dài hơn 110 m và cách mặt đất khoảng 8 m. Cấu trúc mái nhà ga được thiết kế theo ý tưởng "cánh chim hòa bình" hình chữ V, độ dốc lớn giúp mái có thể tự làm sạch khi mưa nhằm tránh lắng đọng và rò rỉ nước. Đồng thời, kết cấu trên còn giúp công việc vệ sinh và bảo trì đơn giản hơn, tiết kiệm chi phí và nhân công cho đơn vị bảo dưỡng. Các tấm kính lợp trên mái giúp tận dụng tối đa ánh sáng tự nhiên, có thể cản bức xạ nhiệt và chống tia cực tím (UV), giúp hành khách đứng đợi tàu trên khu vực ke ga không bị sốc nhiệt, say nắng hay mắc các bệnh về da.
Bên trong nhà ga được trang bị đầy đủ các thiết bị như: hệ thống thu soát vé tự động (AFC), bảng biển chỉ dẫn, màn hình thông tin, hệ thống PCCC, thang thoát hiểm,... đảm bảo an ninh an toàn tối đa cho hành khách. Bên ngoài nhà ga được lắp đặt các khe thông gió và trồng hoa giấy được tưới nước tự động, tạo sự thông thoáng và thẩm mỹ chung. Để lên xuống ga, hành khách di chuyển bằng 4 lối lên xuống qua cầu bộ hành, thang cuốn và thang máy nằm ở 2 bên hông. Riêng ga Cầu Giấy được trang bị 6 lối, tăng sự thuận tiện cho hành khách trung chuyển bằng xe buýt .

### Đoạn ngầm
Đoạn ngầm của tuyến 3.1 có chiều dài tổng cộng 4 km với 4 nhà ga, bắt đầu từ điểm hạ ngầm trước ga Kim Mã và khách sạn Daewoo cho đến ga Hà Nội. Các ga nằm ở độ sâu khoảng hơn 10m dưới mặt đất, với thiết kế điển hình gồm 2 tầng: trung chuyển và ke ga. Riêng ga Hà Nội có 3 tầng: trung chuyển, kỹ thuật và ke ga do là điểm cuối của dự án. Kết nối các ga ngầm là 2 ống bê tông cho tàu chạy được đúc từ các vỏ hầm vạn năng gồm 6 miếng ghép lại, thi công bằng hai máy đào hầm TBM có tên "Thần Tốc" và "Táo Bạo" với đường kính ngoài 6,3 m; đường kính trong 5,7 m; rộng 1,5 m và dày 300 mm. Dự kiến đoạn ngầm của tuyến sẽ sử dụng 3488 vòng, bao gồm 120 vòng loại cốt thép nặng, 30 vòng được quan trắc và 3338 vòng loại cốt thép tiêu chuẩn. Khối lượng tấm vỏ hầm lớn nhất là 4 tấn. Khác với cấu trúc ke ga biên của các ga trên cao, tất cả các ga ngầm sẽ sử dụng ke ga đảo.

### Danh sách nhà ga
Tuyến 3 giai đoạn 1 có tổng cộng 12 ga bao gồm 8 ga trên cao và 4 ga ngầm, trong đó có ga Phú Diễn, Kim Mã, Cát Linh, và Hà Nội là các ga trung chuyển. Ngoài ra các nhà ga trên cao được bố trí độ giãn cách từ 700–800 m ở gần các khu vực điểm dân cư, chợ giúp thuận tiện cho người dân đi lại.
| Ký hiệu ga | Tên ga           | Tên ga              | Tuyến trung chuyển | Khoảng cách (km) | Tổng khoảng cách (m) | Khu vực     | Khu vực                 |
| Ký hiệu ga | Tiếng Việt       | Tiếng Anh           | Tuyến trung chuyển | Khoảng cách (km) | Tổng khoảng cách (m) | Quận        | Phường                  |
| ---------- | ---------------- | ------------------- | --- | ---------------- | -------------------- | ----------- | ----------------------- |
| T3S01      | Nhổn             | Nhon                | 20A, 29, 92, 117 | 0                | 0                    | Bắc Từ Liêm | Minh Khai               |
| T3S02      | Minh Khai        | Minh Khai           | | 1,129            | 1,129                | Bắc Từ Liêm | Minh Khai               |
| T3S03      | Phú Diễn         | Phu Dien            | T6 Tuyến 6 (trong tương lai) T8 Tuyến 8 (trong tương lai)                                                                           | 1,174            | 2,303                | Bắc Từ Liêm | Phúc Diễn               |
| T3S04      | Cầu Diễn         | Cau Dien            | | 0,831            | 3,134                | Nam Từ Liêm | Cầu Diễn                |
| T3S05      | Lê Đức Thọ       | Le Duc Tho          | | 1,125            | 4,259                | Cầu Giấy    | Mai Dịch                |
| T3S06      | Đại học Quốc gia | National University | | 1,03             | 5,289                | Cầu Giấy    | Dịch Vọng Hậu           |
| T3S07      | Chùa Hà          | Chua Ha             | | 1,225            | 6,514                | Cầu Giấy    | Dịch Vọng               |
| T3S08      | Cầu Giấy         | Cau Giay            | | 1,165            | 7,679                | Ba Đình     | Ngọc Khánh              |
| T3S09      | Kim Mã           | Kim Ma              | T5 Tuyến 5 (trong tương lai) | 1,198            | 8,877                | Ba Đình     | Ngọc Khánh              |
| T3S10      | Cát Linh         | Cat Linh            | T2A Tuyến 2A | 1,52             | 10,397               | Đống Đa     | Cát Linh                |
| T3S11      | Văn Miếu         | Van Mieu            | | 0,871            | 11,268               | Đống Đa     | Văn Miếu – Quốc Tử Giám |
| T3S12      | Hà Nội           | Hanoi               | Tuyến Bắc – Nam Tuyến Hà Nội – Hải Phòng Tuyến Hà Nội – Đồng Đăng Tuyến Hà Thái Tuyến Hà Nội – Lào Cai T1 Tuyến 1 (trong tương lai) | 0,701            | 11,969               | Hoàn Kiếm   | Cửa Nam                 |

Ghi chú
1. ↑  Ký hiệu ga được áp dụng tạm thời cho giai đoạn 1 Nhổn - Ga Hà Nội và sẽ được thay đổi từ giai đoạn 2

## Depot
Depot của đoạn tuyến 3.1 được đặt tại phường Tây Tựu, quận Bắc Từ Liêm, Hà Nội.
Depot có diện tích rộng hơn 15 ha, gồm bãi đỗ tàu có khả năng chứa hàng chục đoàn tàu 5 toa xe với 12 làn ray, nhà xưởng sửa chữa bảo dưỡng, khu vực vệ sinh tàu, các khu phụ trợ và trung tâm điều hành OCC.

## Thi công

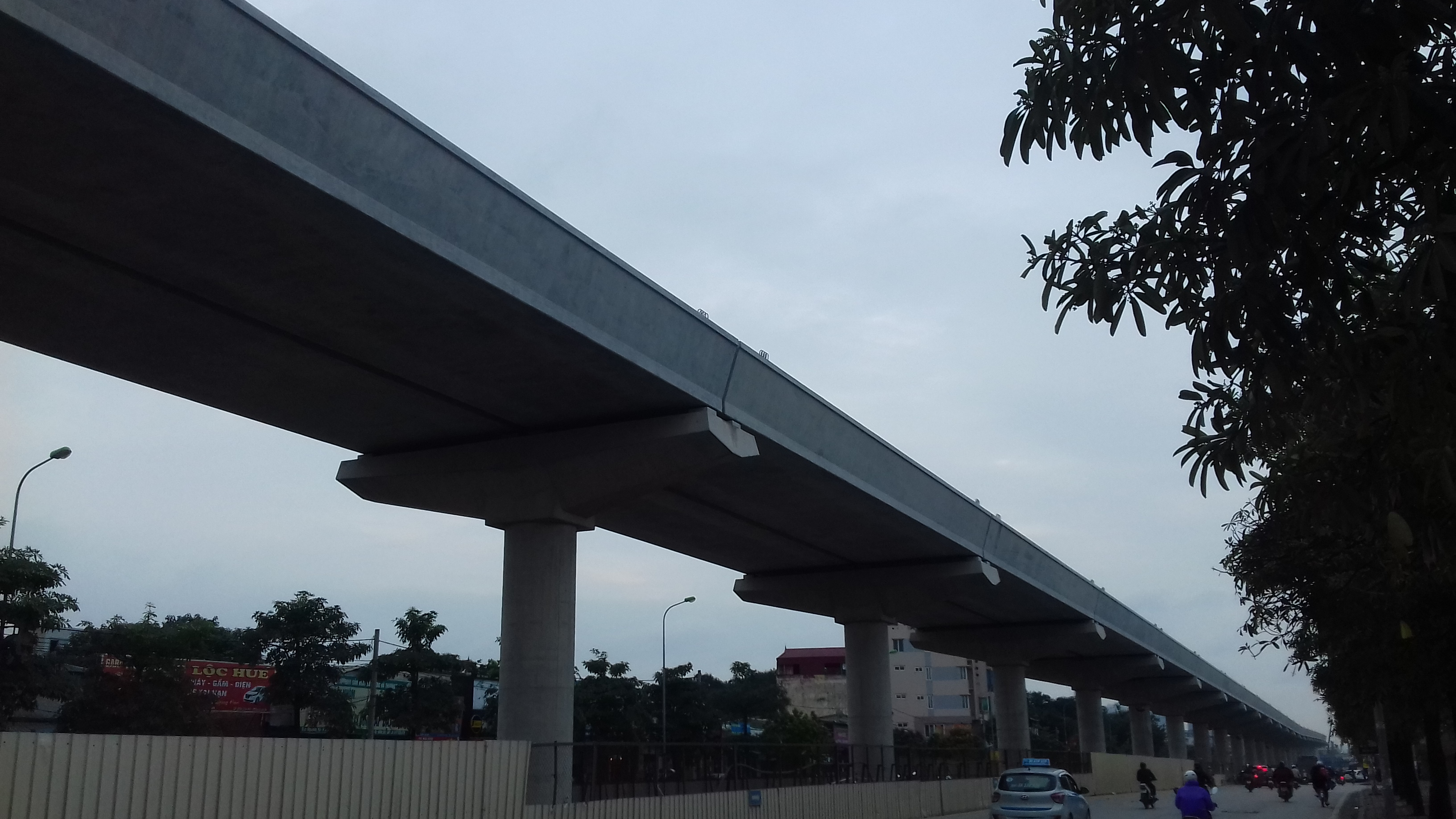
Một đoạn của tuyến đã được lao lắp dầm trên đường Cầu Diễn, năm 2016

Ban đầu, dự án dự kiến được khởi công vào năm 2006 và đưa vào hoạt động vào năm 2010. Tuy nhiên, sau đó dự án bị dừng triển khai và tiếp tục khởi động lại vào năm 2010, dự kiến hoàn thành vào năm 2015. Sau đó, dự án thi công ì ạch, liên tục phải lùi ngày hoàn thành. Đến năm 2016, Ban Quản lý Đường sắt đô thị Hà Nội thông báo lại dự án phải tiếp tục lùi ngày hoàn thành về năm 2019. Đại diện các nhà thầu cam kết cố gắng đảm bảo tiến độ đề ra để tuyến Metro khai thác thương mại vào năm 2021, sau là 2022.
Theo tiến độ, tháng 1/2017 là hạn phải hoàn thành các hạng mục thi công đoạn đi trên cao, nhưng thời điểm tháng 11/2016 mới hoàn thành được khoảng 50 % công việc, trong đó mới lao lắp dầm được khoảng 1 km, còn toàn bộ các nhà ga mới chỉ đổ xong phần cột trụ, đồng thời còn nhiều phần cột trụ đỡ vẫn chưa được hoàn thiện.
Đối với phần ga ngầm, hiện gói thầu đã được đấu thầu xong đầu năm 2016, song việc triển khai trong đó công việc giải phóng mặt bằng gặp rất nhiều khó khăn nên vẫn chưa khởi công được. Dự kiến đã khởi công cuối năm 2017. Thời gian thi công phần công trình ngầm ít nhất là 49 tháng.
Tính đến năm 2/2025, tiến độ tổng thể chung đạt gần 86 % (đoạn trên cao đạt 100 %; tiến độ đoạn ngầm 53,5 %).

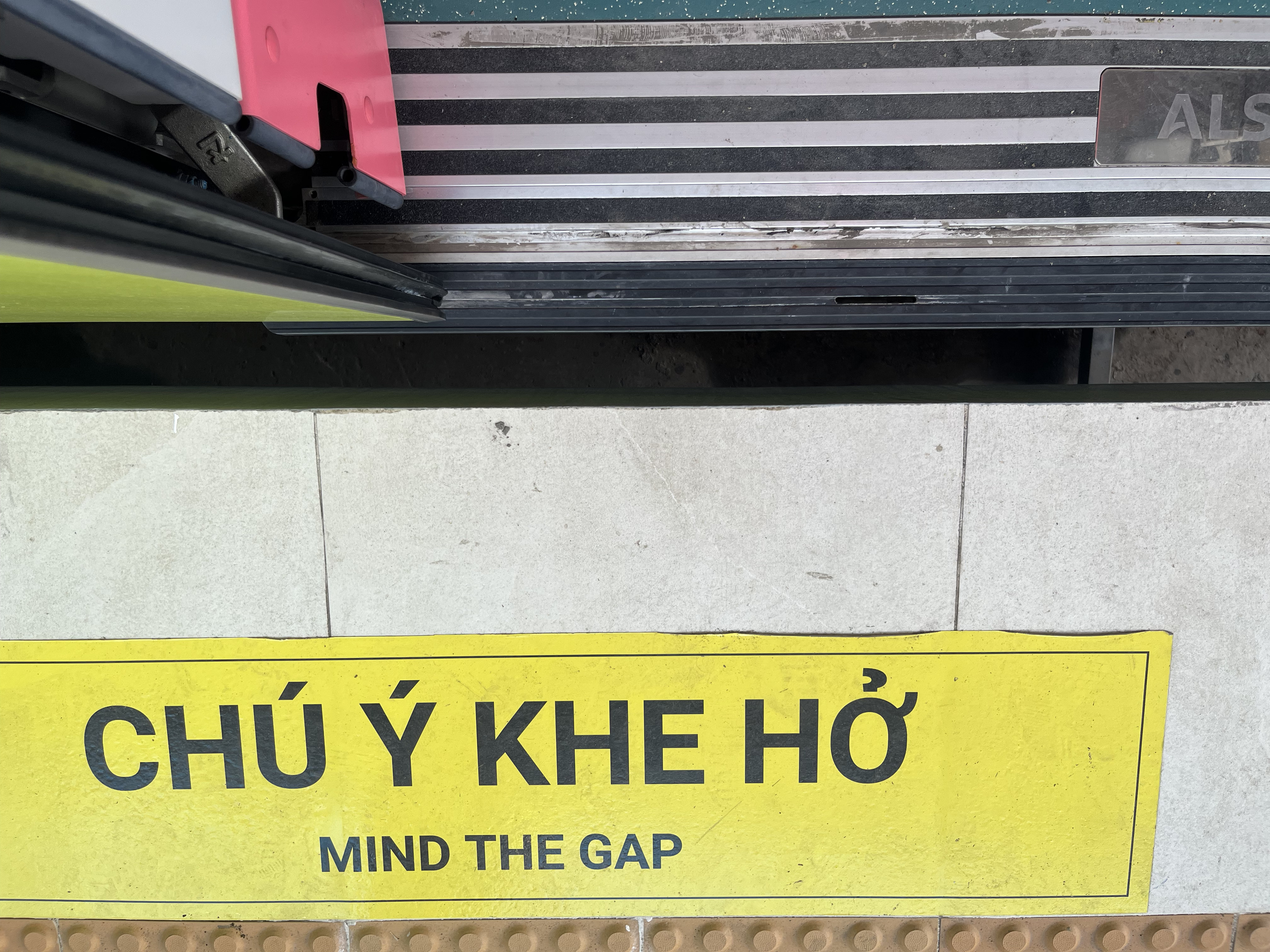
Khe hở khi thi công hoàn thiện, năm 2024

Để thi công gói thầu: tuyến các ga ngầm, phần đường phía trên công trình tại khu vực thi công các nhà ga ngầm sẽ bị cấm toàn bộ để thi công – đào mở. Thời gian cấm đường khoảng 1 năm 6 tháng. Như ga Kim Mã (vị trí bến xe Ngọc Khánh, Ba Đình, Hà Nội), sẽ đóng cả đoạn đường Kim Mã từ nút giao với Đào Tấn tới cầu vượt Nguyễn Chí Thanh; ga Cát Linh, sẽ đóng đường Cát Linh từ ngã 5 Cát Linh – Giảng Võ tới nút giao Cát Linh – Trịnh Hoài Đức, ga Văn Miếu đóng đoạn phố Quốc Tử Giám đoạn từ phố Văn Miếu đến cuối phố Ngô Sĩ Liên; ga Hà Nội đóng đoạn phố Trần Hưng Đạo đoạn từ đường Lê Duẩn đến Dã Tượng.